# Наш американский кузен
«Наш американский кузен» (англ. Our American Cousin) — пьеса в трёх действиях английского драматурга Тома Тейлора. Это фарс с участием неуклюжего, хамоватого американца Асы Тренчарда, которого знакомят со своими аристократическими английскими родственниками, когда он едет в Англию, чтобы претендовать на семейное поместье. Премьера пьесы с большим успехом состоялась в театре Лоры Кин в Нью-Йорке в 1858 году, с Лорой Кин в актёрском составе, главную героиню играет Джозеф Джефферсон, а Эдвард Аскью Сотерн играет лорда Дандрири. Давняя лондонская постановка пьесы в 1861 году также имела успех.
Пьеса быстро приобрела большую известность в течение первых нескольких лет своего существования и оставалась очень популярной на протяжении второй половины 19 века. Несмотря на признание критиков и зрителей на протяжении всей истории постановки, «Наш американский кузен» наиболее известен как спектакль, который президент США Авраам Линкольн посещал в театре Форда в Вашингтоне, округ Колумбия, когда он был убит Джоном Уилксом Бутом, сторонником Конфедерации, который попытался совместить звук своего выстрела со смехом аудитории в особенно известной реплике.

## Театральное признание и «Лорд Дандрири»
Среди актёров «Нашего американского кузена» был британский актёр Эдвард Аскью Сотерн, сыгравший лорда Дандрири, карикатуру на безмозглого английского дворянина. Сотерн уже добился известности на нью-йоркской сцене в пьесе «Камилла» в 1856 году и неохотно брался за эту роль, потому что считал её слишком маленькой и неважной.
Премьера «Нашего американского кузена» состоялась в Нью-Йорке 15 октября 1858 года. После нескольких недель выступлений Сотерн начал изображать роль в более широком смысле, как шепелявого, прыгающего, эксцентричного, слабовольного щеголя, склонного к бессмысленным ссылкам на высказывания своей «двоюродной сестры» Сэм. Его выступления стали сенсацией, заслужив хорошие отзывы за его физическую комедийность и вызвав много подражания и насмешек как в Соединённых Штатах, так и в Англии. Сотерн постепенно расширял роль, добавляя гэги и деловитость, пока не стал центральной фигурой пьесы. В самой известной сцене Дандрири читает письмо от своего ещё более глупого брата. Спектакль шел 150 вечеров, что было очень успешным для нью-йоркского показа в то время.
Сотерн дебютировал в Лондоне, когда спектакль открылся в театре Хеймаркет 11 ноября 1861 года. Отзывы были неоднозначными. The Morning Post похвалила Сотерна, но сказала, что пьесу вряд ли можно назвать достойной его таланта; The Athenaeum сочла пьесу юмористической и возмутительной, а выступление Сотерна «безусловно, самой смешной вещью в мире» … мерзкая карикатура на глупого дворянина, крайне невежественного и крайне ленивого"; Эра считала пьесу «поспешной работой, изготовленной в соответствии с американским рынком … своего рода драматический курьез». Спектакль закрылся 21 декабря 1861 года после 36 представлений; после этого неблагоприятного начала он был возобновлен в том же театре 27 января 1862 года и шел непрерывно до 23 декабря в течение 314 последовательных представлений. Сотерн много раз успешно возрождал пьесу, сделав Дандрири своей самой известной ролью.
«Дандриризмы», искаженные афоризмы в стиле лорда Дандрири (например, «птицы с пером не собирают мха»), ненадолго вошли в моду. И стиль бороды персонажа — длинные, густые бакенбарды — дали английскому языку слово dundrearies. В своей автобиографии писатель Джордж Роберт Симс вспоминал, что «мы сошли с ума в 61-м. Витрины магазинов были заполнены шарфами Dundreary и шарфами брата Сэма, а также воротничками Dundreary и рубашками Dundreary, и Dundrearyisms были у всех на устах».
Незадолго до того, как успех этой пьесы вдохновил на подражание, Чарльза Гейлера «Наша американская кузина», премьера которого состоялась в Нью-Йорке в январе 1859 года. Ни один из персонажей оригинальной пьесы не появился в этой комедии. Было написано несколько пьес-продолжений к «Нашему американскому кузену», во всех из которых фигурируют несколько персонажей из оригинала и основное внимание уделяется персонажу лорда Дандрири. Первым был фильм Гейлера «Наш американский кузен дома» или «Лорд Дандрири за границей», премьера которого состоялась в Буффало, штат Нью-Йорк, в ноябре 1860 г., а в мае следующего года состоялся дебют в Нью-Йорке. Более поздние продолжения включали «Генри Джеймса Байрона» «Дандрири женат и покончил с собой», [брата Сэма Джона Оксенфорда] (1862; возрожден в 1865), «Дэвида» Генри Джеймса Байрона — пьеса о брате Дандрири.

## Роли и оригинальный актёрский состав
- Аса Тренчард (простоватый американец) — Джозеф Джефферсон
- Сэр Эдвард Тренчард (баронет) — Эдвин Варрей
- Флоренс Тренчард (его дочь) — Лора Кин
- Мэри Мередит (бедная кузина) — Сара Стивенс
- Лорд Дандрири (идиотский английский дворянин) — Э. А. Сотерн
- Мистер Койл (бизнесмен) — Дж. Дж. Бернетт
- Абель Меркотт (его клерк) — К. В. Коулдок
- Лейтенант Гарри Вернон (Королевского военно -морского флота) — М. Левик
- Мистер Бинни (дворецкий) — мистер Питерс
- Миссис Маунтчессингтон — Мэри Уэллс
- Августа (ее дочь) — Э. Жермон
- Джорджина (еще одна дочь) — миссис Сотерн

## Краткий обзор

### Акт I
В гостиной поместья Тренчард слуги отмечают плохое финансовое положение своего работодателя. Флоренс Тренчард, молодая красавица-аристократка, любит лейтенанта Гарри Вернона из Королевского военно-морского флота, но она не может выйти за него замуж, пока он не дослужится до более высокого звания. Она получает письмо от своего брата Неда, который в настоящее время находится в Соединённых Штатах. Нед познакомился с несколькими деревенскими кузенами из ветви семьи, иммигрировавшей в Америку двумя столетиями ранее. Они сообщают Неду, что двоюродный дедушка Марк Тренчард, после того как много лет назад в гневе лишил наследства своих детей и уехал из Англии, нашел этих двоюродных братьев в Братлборо, штат Вермонт. Он переехал к ним и в конце концов сделал Асу, одного из сыновей, наследником своей собственности в Англии. Сейчас Аса плывет в Англию, чтобы предъявить права на поместье.
Эйса шумный, грубый и вульгарный, но, честно говоря, откровенный и колоритный. Английских Тренчардов попеременно забавляет и ужасает этот кузен из Вермонта. Ричард Койл, агент по недвижимости, встречается с сэром Эдвардом Тренчардом (отцом Флоренс) и сообщает баронету, что семье грозит банкротство, если они не смогут погасить долг Койлу. Койл скрывает доказательства того, что ссуда была давно погашена покойным отцом сэра Эдварда. Койл предполагает, что ссуда будет выплачена, если он сможет жениться на Флоренс, которая его ненавидит. Тем временем Эйса и дворецкий Бинни пытаются понять непривычные манеры друг друга, в то время как Эйса пытается понять, какова может быть цель душа, обливаясь полностью одетым.

### Акт II
Миссис Маунтчессингтон остановилась в поместье Тренчард. Она советует Огасте, своей дочери, быть внимательной к предположительно богатому вермонтскому «сэвиджу». Тем временем другая её дочь Джорджина ухаживает за слабоумным дворянином по имени Дандрири, притворяясь больной. Старый наставник Флоренс, несчастный алкоголик Абель Меркотт, предупреждает её, что Койл намерен жениться на ней. Эйса подслушивает это и предлагает Флоренс свою помощь. Муркотт — клерк Койла и нашел доказательства того, что покойный дедушка Флоренс выплатил Койлу ссуду.
Флоренс и Эйса навещают свою двоюродную сестру Мэри Мередит. Мэри — внучка старого Марка Тренчарда, который оставил свое поместье Эйсе. Мэри очень бедна и выросла скромной дояркой. Эйса не заботится о своем социальном статусе, и его влечет к ней. Флоренс не смогла заставить себя сказать Мэри, что состояние её дедушки было оставлено Эйсе. Флоренс говорит Асе, что любит Гарри, которому нужно хорошее назначение на корабль. Аса использует свою деревенскую хитрость, чтобы убедить Дандрири помочь Гарри получить корабль. Тем временем Койл замышляет недоброе, и в поместье Тренчардов прибывают судебные приставы.

### Акт III
На своей молочной ферме Эйса рассказывает Мэри о своем дедушке в Америке, но он лжет о конце истории: он говорит, что старый Марк Тренчард передумал лишать наследства своих английских детей и сжег свое завещание. Аса сам быстро сжигает завещание под предлогом того, что хочет закурить сигару. Флоренс обнаруживает это и указывает на это Мэри, говоря: «Это значит, что он настоящий герой, и он любит тебя, маленькая негодяйка». Тем временем миссис Маунтчессингтон все ещё надеется, что Эйса сделает предложение Августе. Когда Эйса говорит им, что Марк Тренчард оставил Мэри свое состояние, Августа и миссис Маунтчессингтон довольно грубы, но Эйса может постоять за себя.
Аса делает предложение Мэри и его с радостью принимают. Затем он вместе с Меркоттом пробирается в офис Койла и забирает бумагу, подтверждающую, что долг был выплачен. Аса противостоит Койлу и настаивает на том, что Койл должен погасить другие долги сэра Эдварда своими, несомненно, неправедно полученными доходами, а также извиниться перед Флоренс за попытку принудить её к браку. Он также требует отставки Койла с поста управляющего поместьем Тренчард, назначив вместо него управляющим Меркотта. Меркотт так доволен, что клянется бросить пить. У Койла нет выбора, кроме как делать все это. Флоренс выходит замуж за Гарри, Дандрири — за Джорджину, а Августа — за старого кавалера. Женятся даже слуги.

## Убийство Линкольна
Представление пьесы 14 апреля 1865 года в театре Форда в Вашингтоне, округ Колумбия, стало самым печально известным в истории пьесы как место убийства Авраама Линкольна Джоном Уилксом Бутом. Актёрский состав изменил реплику пьесы в честь президента: когда героиня попросила место, защищенное от драфта, ответ — каламбур на тему уклонения от драфта, написанный по сценарию как: «Ну, ты не единственный, кто хочет избежать драфта» — был произнесен как: «Драфт уже остановлен по приказу президента!». В середине третьего акта, сцена 2, персонаж Эйса Тренчарда, которого в тот вечер сыграл Гарри Хоук, произносит эту реплику, которая считается одной из самых популярных. одна из самых смешных пьес, посвященная миссис Маунтчессингтон:
Не знаешь манер хорошего общества, да? Что ж, думаю, я знаю достаточно, чтобы вывернуть тебя наизнанку, старушка — ты носкологизирующая ловушка для стариков!
Во время последовавшего смеха Бут, известный актёр и сторонник Конфедерации, который не входил в актёрский состав пьесы, вошел в ложу Линкольна и выстрелил ему в затылок, рана стала смертельной и на следующий день Линкольн скончался. Знакомый с пьесой, Бут выбрал этот момент в надежде, что смех зрителей заглушит звук его выстрела. Затем Бут выпрыгнул из ложи Линкольна на сцену и сбежал через заднюю часть театра к лошади, которую он оставил ждать в переулке. В тот вечер остальная часть спектакля была приостановлена. По сей день наш американский кузен никогда не переставал выступать в театре Форда.

## Популярная культура
В 1862 году Чарльз Кингсли написал пародию «Великий вопрос о гиппокампе» в стиле лорда Дандрири и частично включил её в «Водяные младенцы», опубликованную в 1863 году.
В фильме 1950 года «Всё о Еве» Билл Сэмпсон говорит Марго Ченнинг: «Я всегда опровергал легенду о том, что ты была в „Нашем американском кузене“ в ночь, когда застрелили Линкольна».